# Scaramouche (película de 1952)
Scaramouche es una película estadounidense de 1952 del género de aventuras basada en la novela homónima de 1921, escrita por Rafael Sabatini. La película fue dirigida por George Sidney, y contó con los actores Stewart Granger, Eleanor Parker, Janet Leigh y Mel Ferrer en los papeles principales. 

## Argumento
La acción se desarrolla en Francia, en 1788. André-Louis Moreau, de la aldea de Gavrillac, es un hombre de padres desconocidos que fue apadrinado por el Señor de Gavrillac, Quintin de Kercadiou. Este joven, abogado y representante de su padrino en los Estados de Bretaña, de una gran inteligencia, desea vengar la muerte de su amigo Philippe de Valmorin a manos del Señor de La Tour d'Azyr, por defender a un campesino injustamente asesinado. 
Así, el joven André, pese a no compartir los mismos principios que su amigo (principios basados en la revolución, que posteriormente estallará ante las narices de los gobernantes franceses), se dedica a avivar la llama de la revolución en el pueblo para obtener su venganza. Tras ir a Rennes en demanda de justicia por la muerte de su mejor amigo y ser oído por todo el mundo (e ignorado por el procurador del rey) no puede regresar ya que el Señor de La Tour d'Azyr demanda venganza contra quien ha ofendido su honor al definirlo públicamente como asesino en varias ocasiones. 
Su prima Aline le ayuda a huir y es ahí donde comienza toda su aventura: se une a una compañía de teatro ambulante en la que comienza como aprendiz y en la que finalmente termina siendo el gran Scaramouche; tras formar un gran revuelo en su última actuación al encender los ánimos en contra de la nobleza y su estamento, escapa y consigue convertirse en el ayudante de un profesor de esgrima que lo forma lentamente, heredando el oficio de éste tras su muerte; continúa frecuentando los casinos literarios para mantenerse en contacto con los burgueses, que le informan de cómo se encuentra la revolución hasta que, finalmente se desata la Revolución Francesa con la toma de la Bastilla por el populacho.
Cuando tal cosa sucede, Andre-Louis se preocupa enormemente por su familia (su padrino y su prima Aline), ya que teme por la vida de estos. Y aquí tendrá conocimiento de su verdadero origen, al que deberá hacer frente y tomar una dura decisión, totalmente contraria a sus intenciones iniciales.

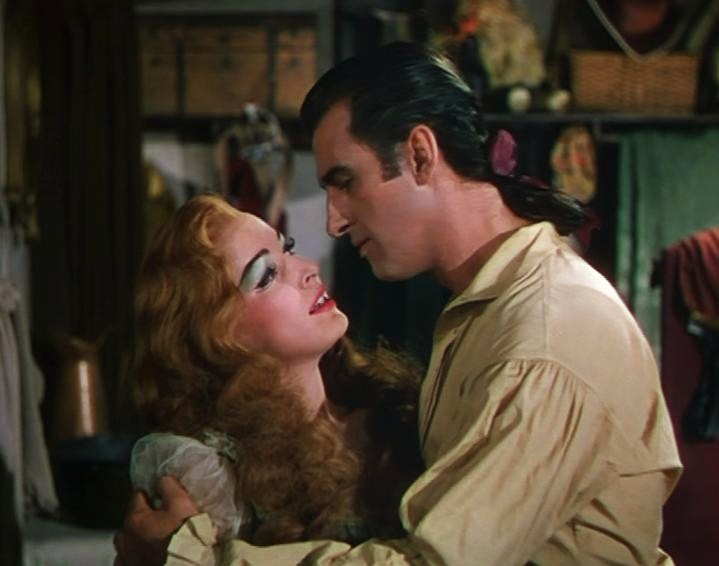
Eleanor Parker y Stewart Granger en Scaramouche.

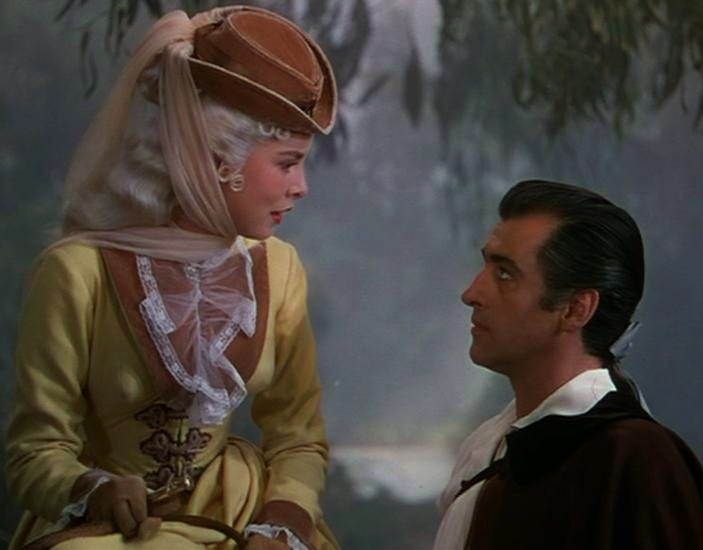
Janet Leigh y Stewart Granger en Scaramouche.

Lo hasta aquí narrado pertenece al libro de Rafael Sabatini pero no a la película de George Sidney , puesto que en la misma existen grandes diferencias con el libro. Por ejemplo, Andre Moreau no es abogado sino un joven sin oficio que ha sido criado como hijo por el duque de Valmorin, de lo cual surge una amistad cuasi fraternal con el hijo de este duque llamado Philipe de Valmorin. 
Este último a pesar de su origen noble ha abrazado la causa de la revolución francesa escribiendo panfletos bajo el seudónimo de Marcus Brutus alcanzando tal notoriedad que inclusive uno de sus panfletos proclamando libertad, igualdad y fraternidad llega clandestinamente y de manera desafiante hasta la habitación de la propia reina María Antonieta. 
Es ella quien le sugiere a su primo el Marqués Noel de Maynes, gran espadachín, que no siga teniendo duelos con los nobles sino que combata con su espada a la revolución. Es simplemente el destino el que cruza los caminos de los protagonistas; así Andre Moreau en su afán de ayudar escapar a Philippe de Valmorin, termina conociendo gracias a un carruaje descompuesto en un camino fangoso al amor de su vida, la noble Aline de Gavrilac -a pesar de que Andre Moreau ya tenía una enamorada en la compañía circense de monsieur Binnet llamada Leonor- y después de que Andre declarase su amor a Aline de Gavrilac.
Se reencuentra con Philippe de Valmorin en una posada, en la cual la mala suerte, hace que se crucen ambos con el temible y cruel espadachín Marqués Noel de Maynes allí, es donde este descubre a Philippe como el revolucionario, rebelde y promotor de la libertad, igualdad y fraternidad, Marcus Brutus y sabiendo de su muy superioridad con la espada, lo desafía a duelo para matarlo en forma intencional, Philippe, hombre de honor, acepta el duelo, le dice a su amigo Andre que no deshonrará la espada de su padre y se bate a duelo con el Marqués de Maynes, en el patio de la posada, quien por su gran superioridad técnica, velocidad, pericia y experiencia, lo acaba lentamente y con sufrimientos frente a los ojos e impotencia de Andre Moreau, amenazado por otra espada de un oficial para no intervenir en el duelo, quien luego de ver como es asesinado su amigo por el Marqués de Maynes, toma la espada de Philippe y jura vengar su muerte en un nuevo duelo, aunque finalmente ante la superioridad y velocidad del Marqués de Maynes, que está a punto de matarlo, alcanza a tomar una pistola cargada de la montura de un caballo y así logra evitar ser atravesado, mientras amenaza al Marqués de Maynes con la pistola, diciéndole que no lo va a matar con una bala - entonces puede hacerlo y no lo hace- sino con la espada de Philippe y de la misma manera en que el Marqués mató a su amigo. 
Dicho esto, Andre Moreau huye montado en el caballo y en su huida de la persecución de los hombres del Marqués de Maynes, se refugia bajo un puente y luego en el teatro de su enamorada Leonor, donde para evitar ser apresado se disfraza de uno de los personajes de actuación de la compañía de teatro llamado "Scaramouche". Este truco de Andre Moreau, a quien ahora se lo tilda de revolucionario y traidor a la corona, le permite no ser apresado y vivir bajo esta cubierta, a la vez que comienza a aprender esgrima con un instructor-que también es revolucionario- el cual es elegido por Andre por ser el mismo instructor del Marqués de Maynes hace muchos años. De esta manera Andre Moreau "Scaramouche" entrenará y aprenderá esgrima en un muy alto nivel, entrenando todos los días, para poder así vengar la muerte de su amigo Philippe de Valmorin, invitando a duelo al Marqués de Maynes, derrotando antes a sus oficiales presentes en el nuevo Parlamento, uno por uno, en duelos de espadas al amanecer. 
Esta búsqueda de venganza traerá a la película un final inesperado, se encuentran en el teatro y se enfrentan en un espectacular duelo de espadas, frente a toda la nobleza de la ciudad, el Marqués de Maynes es herido y derrotado, pero Andre Moreau no lo mata, lo deja vivo para humillarlo y luego le revelan que es su hermano.

## Reparto
- Stewart Granger: como André Moreau.
- Eleanor Parker: como Leonore.
- Mel Ferrer: como Noel, Marqués de Mayne.
- Janet Leigh: como Aline de Gavrillac de Bourbon.
- Henry Wilcoxon: como Chevalier de Chabrillaine.
- Nina Foch: como María Antonieta.
- Richard Anderson: como  Philippe de Valmorin.
- Robert Coote: como Gaston Binet.
- Lewis Stone: como Georges de Valmorin.
- Elisabeth Risdon: como Isabelle de Valmorin.
- Howard Freeman: como Michael Vanneau.
- Curtis Cooksey: como Lawyer Fabian.
- John Dehner: como Doutreval de Dijon.
- John Litel: como Dr. Dubuque

## Producción
El estudio ya planeó adaptar la famosa novela en 1938, pero la producción no comenzó hasta 1950.
Inicialmente, se supone que iba a ser un musical protagonizado por Gene Kelly y Ava Gardner.
El director George Sidney declaró que siempre pensó que Scaramuche debía ser un musical.
Sin embargo, cuando Stewart Granger fue contratado por el estudio tras el taquillazo de King Solomon's Mines, una de sus ambiciones fue ser el protagonista de Scaramouche.
Para hacer él mismo las escenas de acción, Granger tomó clases de esgrima con Jean Heremans. 
El duelo final de 8 minutos entre Granger y Ferrer necesitó ocho semanas de preparación, los actores tuvieron que memorizar 87 movimientos.

## Comentarios
Aunque tiene grandes diferencias con la novela, es una película con hilarantes escenas (especialmente entre André y Leonore). Es una de las películas más aclamadas de Stewart Granger por su actuación, natural y desenfadada, lo que hace que esta película resulte inolvidable. Stewart Granger actuó también en Las minas del rey Salomón (1950), El prisionero de Zenda (1952), Beau Brummell (1954).

## Curiosidades
- Esta película es una remake con variaciones de la versión de 1923 dirigida por Rex Ingram y con Ramón Novarro como actor principal.

- Lewis Stone quien personificó a Georges de Valmorin en esta versión, representó al Marqués de la Tour d'Azyr en la versión de 1923.

- Postuló al papel de Andre Moreau el actor Fernando Lamas y para el de Maynes Ricardo Montalbán.

- Uno de los mejores duelos de espadachines filmado sin dobles (Granger y Ferrer), el cual dura casi 7 minutos (filmada varios días y con un accidente de Stewart Granger, quien cayó del palco en la pelea).

- Esta película tenía un triste final, la muerte del Marqués de Maynes a manos del pueblo enfervorizado, a pesar de la ayuda de Andre, pero finalmente el director decidió cortarla, dejando un cómico final acorde al resto de la película. De este final sólo existen fotografías, las cuales están disponibles en Internet.[7]